# Farfisa

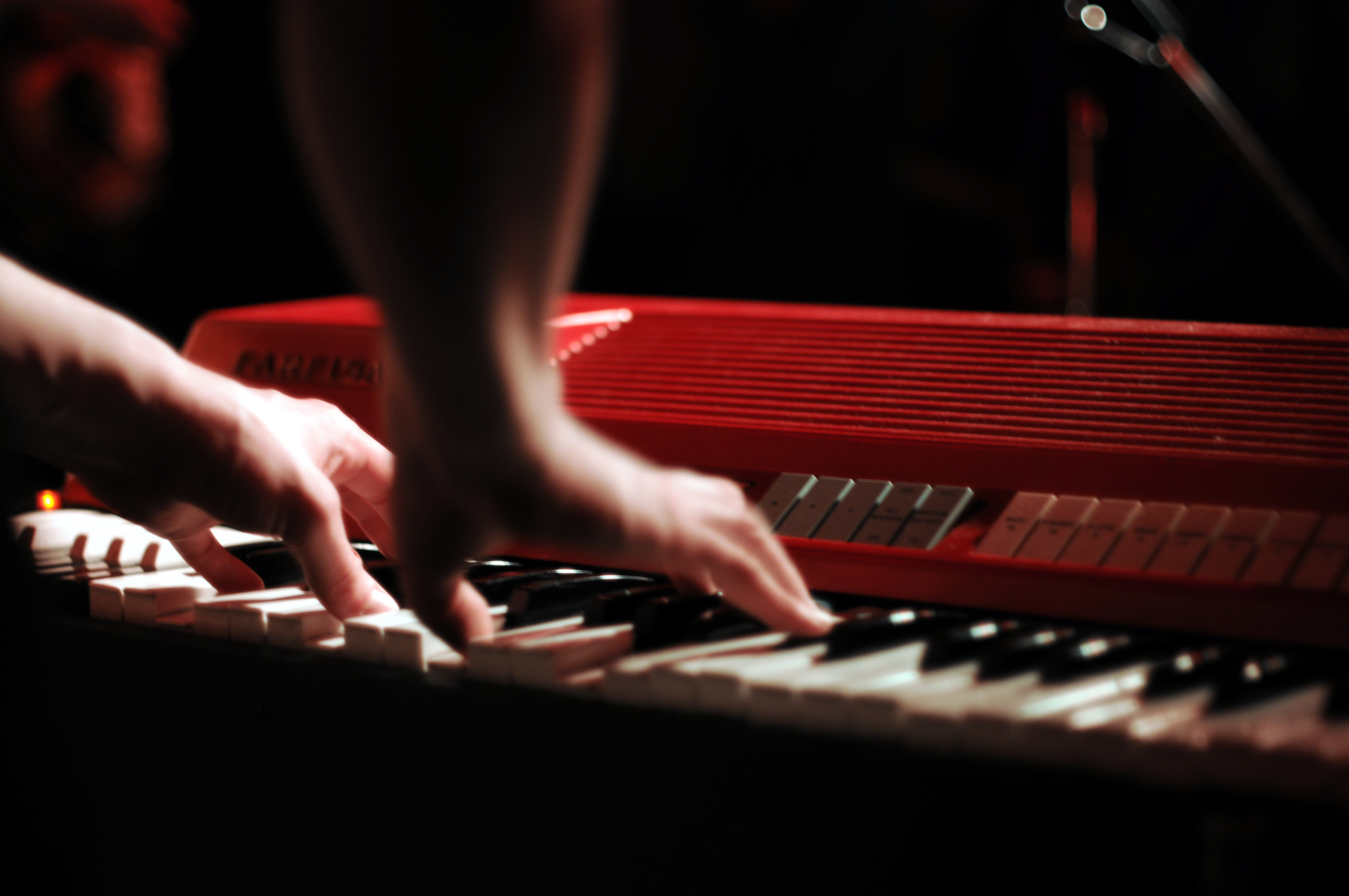
Un Farfisa Combo Compact.

Farfisa est une entreprise italienne d'électronique principalement connue pour la facture d'instruments de musique. Depuis 1964, elle a cessé cette activité initiale pour se consacrer aux équipements de sécurité.

## Historique

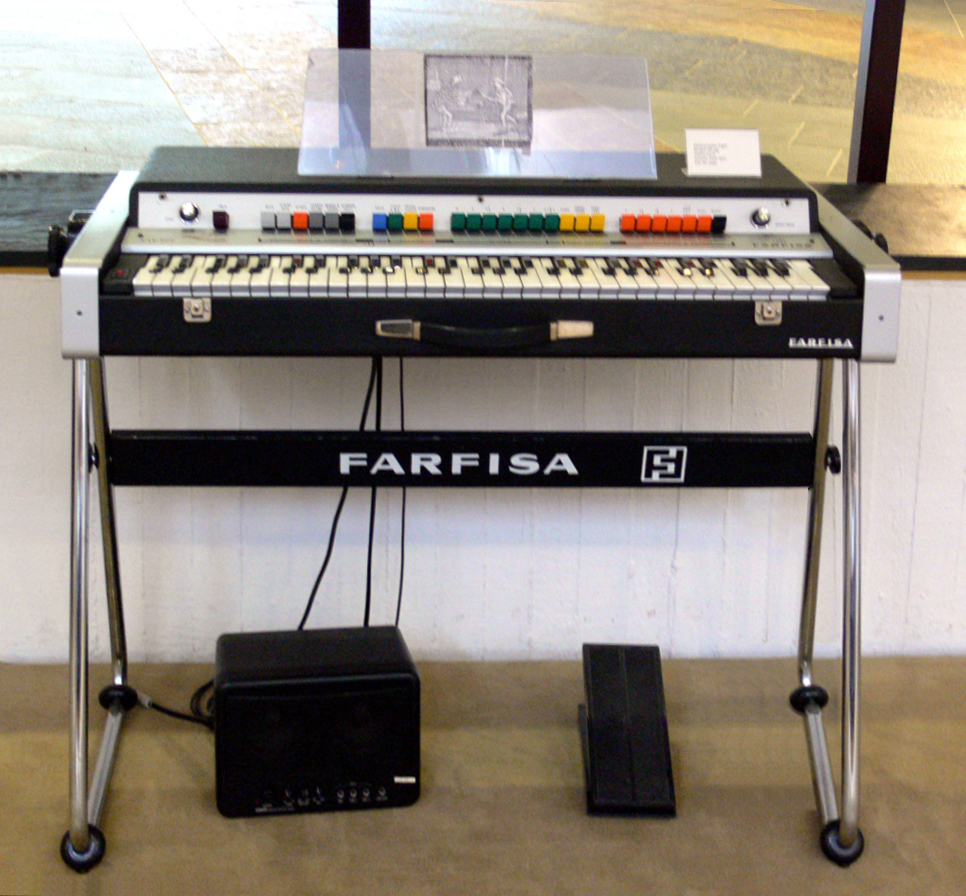
Un Farfisa VIP 345

Fondée en 1946 à Camerano, dans la province d'Ancône, dans la région des Marches, l'entreprise produit d'abord des accordéons, puis des orgues électroniques et, à présent, des synthétiseurs. Les orgues électroniques de la marque sont principalement employés depuis les années 1960 dans la musique rock et principalement dans le style garage. L'entreprise est maintenant basée à Osimo.
Depuis 1967, Farfisa produit désormais des produits de vidéosurveillance, de domotique et de visiophonie.